# Robert Nagy (Sänger)

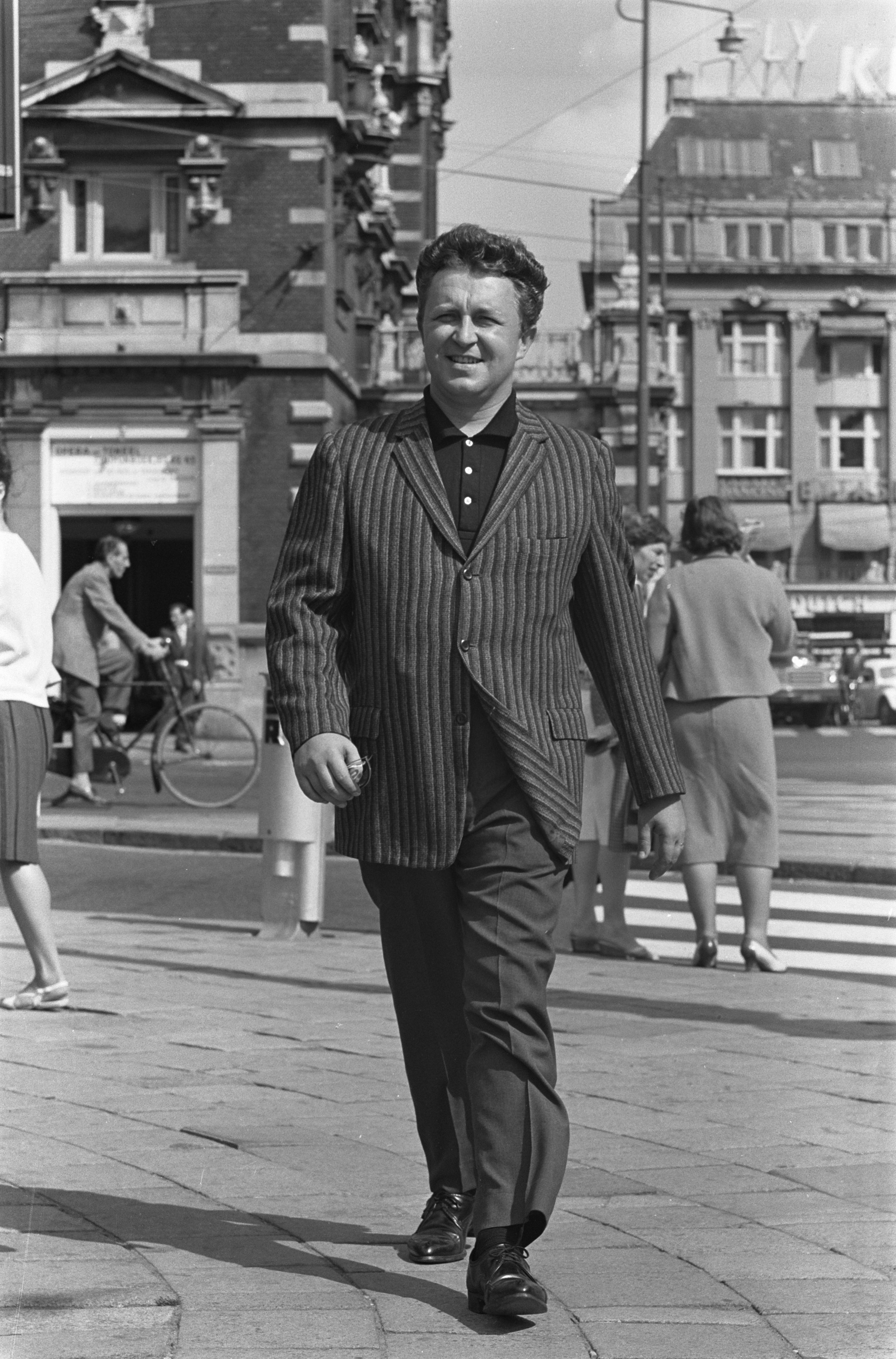
Robert Nagy (1962)

Robert Nagy (* 3. März 1929 in Lorain; † 7. November 2008 ebenda) war ein US-amerikanischer Opernsänger in der Stimmlage Tenor.

## Leben

### Jugend und Ausbildung
Nagy wurde 1929 als Sohn von John und Helen Nagy in Lorain im US-Bundesstaat Ohio geboren und wuchs dort auf. Seine Singstimme und sein musikalisches Talent entdeckte er erst im Alter von 19 Jahren, als er Schallplattenaufnahmen von Mario Lanza nachsang. Nach der Schule arbeitete er zunächst für die Lorain National Tube Co. und leistete seinen Militärdienst ab, davon elf Monate im Koreakrieg. Nach dem Ende seiner Militärzeit besuchte er das Cleveland Institute of Music, erhielt mehrere Stipendien, gewann einen Gesangswettbewerb in Chicago, siegte 1956 bei den Metropolitan Opera National Council Auditions und wurde ab 1957 von der Metropolitan Opera in New York City als Mitglied des Opernensembles engagiert.

### Karriere
Sein Debüt an der Metropolitan Opera hatte Nagy 1957 in der Rolle des Giuseppe in La traviata von Giuseppe Verdi. Danach begann eine lange Zusammenarbeit mit dem Opernhaus, die drei Jahrzehnte andauerte. Er sang und spielte hauptsächlich Comprimario-Rollen. Seine wichtigste Rolle in der Anfangszeit war der Bote in Verdis Aida, eine Rolle, die er 172 Mal für die Met gesungen hat.
Obwohl sich Nagy auf Nebenrollen spezialisierte, gab es auch zahlreiche Hauptrollen, darunter den Florestan in Fidelio von Ludwig van Beethoven, den Herodes in Salome von Richard Strauss und den Tambourmajor in Wozzeck von Alban Berg.
Nagy wirkte In zahlreichen Uraufführungen mit, darunter zwei Opern von Samuel Barber: Vanessa (1958) und Antonius und Cleopatra (1966). Er sang in vielen Premieren, etwa 1966 in Die Frau ohne Schatten von Richard Strauss, 1978 in Billy Budd  von Benjamin Britten und 1981 in L'enfant et les sortilèges von Maurice Ravel.
Nagy sang im Laufe seiner Tätigkeit für die Metropolitan Opera in mehr als 1000 verschiedenen Opern, darunter Carmen von Georges Bizet, Tosca von Giacomo Puccini, Die Fledermaus von Johann Strauss und Rigoletto von Giuseppe Verdi. Oft teilte er die Bühne mit bekannten Sängern wie Placido Domingo und Luciano Pavarotti sowie Sängerinnen wie Dame Joan Sutherland und Dame Kiri Te Kanawa. Nagy blieb bis zum Ende der Saison 1987/88 in den Diensten der Metropolitan Opera und hatte in den dreißig Jahren seines Engagements insgesamt 1191 Auftritte.
Von 1969 bis 1976 sang Nagy außerdem für die New York City Opera. Sein Debüt gab er dort als Luigi in Il tabarro von Giacomo Puccini und seine wahrscheinlich wichtigste Rolle war der Faust in der Oper Mefistofele von Arrigo Boito in einer Produktion 1969 von Tito Capobianco mit Norman Treigle and Carol Neblett in den Titelrollen.
Nach seinem Abschied von der Bühne 1987/1988 kehrte Nagy mit seiner Frau an seinen Heimatort in Ohio zurück. Hier unterrichtete er weiterhin Tenöre, gab Meisterkurse und war Jurymitglied an örtlichen Colleges.

### Persönliches
Robert Nagy heiratete am 1. Mai 1954 Vincenza Ianni. Aus der Ehe sind zwei Töchter und ein Sohn hervorgegangen.

## Repertoire (Auswahl)
Opern
| Komponist               | Oper                                  | Rollen                                     |
| ----------------------- | ------------------------------------- | ------------------------------------------ |
| Samuel Barber           | Antonius und Cleopatra                | Lepidus                                    |
| Samuel Barber           | Vanessa                               | Anatol                                     |
| Ludwig van Beethoven    | Fidelio                               | Florestan                                  |
| Vincenzo Bellini        | Norma                                 | Pollione                                   |
| Alban Berg              | Lulu                                  | der Prinz / der Kammerdiener / der Marquis |
| Alban Berg              | Wozzeck                               | Tambourmajor                               |
| Hector Berlioz          | Les Troyens                           | Helenus                                    |
| Georges Bizet           | Carmen                                | Don José                                   |
| Arrigo Boito            | Mefistofele                           | Faust                                      |
| Benjamin Britten        | Peter Grimes                          | Peter Grimes, Bob Boles                    |
| Benjamin Britten        | Billy Budd                            | Red Whiskers                               |
| Gaetano Donizetti       | Lucia di Lammermoor                   | Normanno                                   |
| Friedrich von Flotow    | Martha                                | Lyonel                                     |
| Umberto Giordano        | Andrea Chénier                        | Andrea Chenier, Abt                        |
| Georg Friedrich Händel  | Alceste                               |                                            |
| Ruggero Leoncavallo     | Pagliacci                             | Canio                                      |
| Gian Carlo Menotti      | The Last Savage                       | Gelehrter                                  |
| Giacomo Meyerbeer       | Le prophète                           | Jean de Leyde                              |
| Wolfgang Amadeus Mozart | Die Zauberflöte                       |                                            |
| Wolfgang Amadeus Mozart | Le nozze di Figaro                    | Don Curzio                                 |
| Modest Mussorgski       | Boris Godunow                         | Bojar Chruschtschow                        |
| Jacques Offenbach       | Hoffmanns Erzählungen                 | Nathanaël                                  |
| Amilcare Ponchielli     | La Gioconda                           |                                            |
| Giacomo Puccini         | Il tabarro                            | Luigi                                      |
| Giacomo Puccini         | La Bohème                             | ?Officer?                                  |
| Giacomo Puccini         | La fanciulla del West                 | Dick Johnson, Harry                        |
| Giacomo Puccini         | La rondine                            | Ruggero Lastouc                            |
| Giacomo Puccini         | Madama Butterfly                      | Pinkerton, Fürst Yamadori                  |
| Giacomo Puccini         | Manon Lescaut                         | Lampenanzünder                             |
| Giacomo Puccini         | Tosca                                 | Mario Cavaradossi                          |
| Giacomo Puccini         | Turandot                              | Kalaf, Pang                                |
| Maurice Ravel           | L’enfant et les sortilèges            | Die Teekanne, Tier                         |
| Camille Saint-Saëns     | Samson et Dalila                      | Bote der Philister                         |
| Johann Strauss          | Die Fledermaus                        | Alfred                                     |
| Richard Strauss         | Arabella                              | Matteo, Graf Elemer                        |
| Richard Strauss         | Ariadne auf Naxos                     | Scaramuccio, Bacchus                       |
| Richard Strauss         | Der Rosenkavalier                     | Valzacchi, Haushofmeister                  |
| Richard Strauss         | Die Frau ohne Schatten                | Der Kaiser                                 |
| Richard Strauss         | Elektra                               | Aegisth, Ein junger Diener                 |
| Richard Strauss         | Daphne                                | Apollo                                     |
| Richard Strauss         | Salome                                | Herodes, 1. Jude, 2. Jude                  |
| Peter Tschaikowski      | Pique Dame                            | German                                     |
| Giuseppe Verdi          | Aida                                  | Radames, Bote                              |
| Giuseppe Verdi          | Don Carlos                            | Lerma, Herold                              |
| Giuseppe Verdi          | Ernani                                | Don Riccardo                               |
| Giuseppe Verdi          | Il trovatore                          | Manrico, Ruiz, Bote                        |
| Giuseppe Verdi          | La traviata                           | Gastone                                    |
| Giuseppe Verdi          | Les vêpres siciliennes                | Daniéli, Mainfroid                         |
| Giuseppe Verdi          | Macbeth                               | Malcolm                                    |
| Giuseppe Verdi          | Otello                                | Otello, Cassio, Roderigo                   |
| Giuseppe Verdi          | Rigoletto                             | Herzog von Mantua, Borsa                   |
| Giuseppe Verdi          | Simon Boccanegra                      | Hauptmann der Armbrustschützen             |
| Giuseppe Verdi          | Un ballo in maschera                  | Richter, Diener Amelias                    |
| Richard Wagner          | Das Rheingold                         | Froh                                       |
| Richard Wagner          | Der fliegende Holländer               | Erik, Steuermann                           |
| Richard Wagner          | Die Meistersinger von Nürnberg        | Kunz Vogelgesang, Ulrich Eißlinger         |
| Richard Wagner          | Die Walküre                           | Siegmund                                   |
| Richard Wagner          | Lohengrin                             | Edelknabe                                  |
| Richard Wagner          | Parsifal                              | Gralsritter, Knappe                        |
| Richard Wagner          | Tannhäuser                            | Walther von der Vogelweide                 |
| Richard Wagner          | Tristan und Isolde                    | Melot, Stimme eines jungen Seemannes       |
| Kurt Weill              | Aufstieg und Fall der Stadt Mahagonny | Fatty                                      |

Vokalwerke
| Komponist        | Werk         | Rolle    |
| ---------------- | ------------ | -------- |
| Arnold Schönberg | Gurre-Lieder | Waldemar |

## Auszeichnungen (Auswahl)
1956: Sieger der Metropolitan Opera National Council Auditions

## Aufnahmen (Auswahl)
CD
- Samuel Barber, Vanessa mit Eleonor Steber, Rosalind Elias, Regina Resnik, Nicolai Gedda, Georgio Tozzi, Robert Nagy, dem Metropolitan Opera Orchestra and Chorus, dirigiert von Dimitri Mitropoulos (RCA, 1977)
- Richard Strauss, Salome mit Calvin Marsh, Louis Sgarro, Mack Harrell, Osie Hawkins, Lawrence Davidson, Norman Scott, William Wilderman, Blanche Thebom, Margaret Roggero, Inge Borkh, Mildred Allen, Alessio De Paolis, Gabor Carelli, Giulio Gari, Paul Franke, Ramón Vinay, Robert Nagy, dem Metropolitan Opera Orchestra and Chorus, dirigiert von Dimitri Mitropoulos (Cetra, 1979)
- Giuseppe Verdi, Un ballo in maschera mit Andrea Velis, Anneliese Rothenberger, Bonaldo Giaiotti, Calvin Marsh, Carlo Bergonzi, Jean Madeira, Leonie Rysanek, Luben Vichey, Robert Merrill, Robert Nagy, den Metropolitan Opera Orchestra And Chorus, dirigiert von Nello Santi (Frequenz, 1989)
- Giuseppe Verdi, Il trovatore mit Mario Serenim, Calvin Marsh, Anselmo Colzani, William Wildermann, Carlo Tomanelli, Irene Dalis, Teresa Stratas, Leontyne Price, Lucine Amara, Franco Corelli, Franco Ghitti, Siegfried R. Frese, Robert Nagy, dem Metropolitan Opera Orchestra And Chorus, dirigiert von Nello Santi (Myto, 1991)
- Giacomo Puccini, Turandot mit Frank Guarrera, Calvin Marsh, Bonaldo Giaiotti, Anna Moffo, Birgit Nilsson, Franco Corelli, Alessio De Paolis, Robert Nagy, Charles Anthony, dem Metropolitan Opera Orchestra and Chorus, dirigiert von Leopold Stokowski (Datum, 1993)

DVD
- Richard Strauss, Ariadne auf Naxos mit Watson, Sills, Leinsdorf (VAI, 1969)
- Richard Strauss, Elektra mit Nilsson, McIntyre, Levine, Graf (DG, 1980)